# Irena Dousková
Irena Dousková es una guionista, periodista, poeta y novelista checa nacida en Příbram (Checoslovaquia) el 18 de agosto de 1964.

## Biografía
Irena Dousková nació en el seno de una familia de actores.
Cambió su nombre original —Irena Freidstadtová, por el apellido de su padre— en la década de 1970, después de que en 1964 su padre emigrara a Israel, adoptando el apellido de soltera de su madre.
Estudió en la escuela secundaria Nad štolou y luego fue a la Facultad de Derecho de la Universidad Carolina de Praga, aunque nunca ha ejercido ninguna profesión de leyes.
Después de su graduación trabajó como dramaturga en el centro cultural de Praga, habiendo desempeñado varios puestos de trabajo relacionados con el periodismo. Actualmente es escritora independiente y, desde 1976, reside en Praga.

## Obra
Irena Dousková comenzó su carrera literaria como poeta, publicando en 1992 la colección Pražský zázrak.
Su posterior obra en prosa Goldstein píše dceři (en español «Goldstein escribe a su hija», 1997) examina la relación entre una hija y su padre, quien se ha marchado a vivir a Israel —como fue el caso del padre de la autora, el director de escena Petr Freistadt, véase más arriba. 
En una serie de cartas, intercambiadas entre Tel Aviv y Praga durante el período 1988-1991, el director, cansado y envejecido, explica a su hija por qué emigró y dejó a su familia.
Si bien la publicación del anterior libro pasó casi desapercibida, todo cambió con Hrdý Budžes, novela aparecida en 1998. 
La obra refiere las vivencias de la autora en la Checoslovaquia comunista e impresionó a los lectores por su carácter tragicómico, hasta el punto de que una versión teatral de la misma fue representada en 600 ocasiones.
Para esta obra Dousková creó el personaje de Helenka Součková, alumna de la escuela primaria de segundo año, cuyo enfoque un tanto ingenuo de los hechos pone de manifiesto lo absurdo del proceso de «normalización» en tiempos del presidente Gustav Husák.
En 2006 Dousková escribió una continuación de esta obra que lleva por título Oněgin byl Rusák; en ella, la protagonista va creciendo y, pese a tener un perfil político sospechoso, es aceptada en la escuela secundaria. En Darda (2011),  trabajo final que cierra esta trilogía, el personaje de Helenka Součková está casada y a punto de divorciarse, y tiene dos hijos; la sensible y cínica heroína continúa su lucha, aunque en esta ocasión no contra el totalitarismo sino contra el cáncer.
Doktor Kott přemítá, colección de doce relatos cortos que hablan de relaciones «corrientes», fue publicado en 2002.
En contraste al anterior libro, los cuentos contenidos en Čím se liší tato noc (2004) sumergen al lector en una atmósfera melancólica y casi bucólica.
En 2009 Dousková retornó a la poesía con una colección que lleva por título Bez karkulky (en español «Sin la capucha»).
La novela más ambiciosa de Dousková hasta la fecha es Medvědí tanec (2014), texto que narra la última etapa de la vida del escritor Jaroslav Hašek en el pueblo checo de Lipnice.
También supone un elaborado cuadro de la vida rural de dicho pueblo, donde Hašek culminó la escritura de su conocida obra El buen soldado Švejk. No es un trabajo biográfico, sino narrativa de ficción que intercala correspondencia y artículos de la época.

## Obras

### Poesía
- Pražský zázrak (1992)
- Bez Karkulky (2009)
- Na půl ve vzduchu (2016)

### Prosa
- Goldstein píše dceři (1997)
- Hrdý Budžes (1998)
- Někdo s nožem (2000)
- Doktor Kott přemítá (2002)
- Čím se liší tato noc (2004)
- Oněgin byl Rusák (2006)
- O bílých slonech (2008)
- Darda (2011)
- Medvědí tanec (2014)

### Guiones
- Micimutr (2011)